# Casa Miquel Tusset
La Casa Miquel Tusset és un edifici situat al carrer de Sants, 130 de Barcelona, catalogat com a bé cultural d'interès local.

## Descripció
Consta de planta baixa, entresòl, tres pisos i terrat. A la façana la planta baixa i l'entresòl tenen una decoració unitària diferenciada dels pisos superiors. Hi ha tres obertures per planta que segueixen els mateixos eixos longitudinals.
Les obertures de la planta baixa són d'arc pla amb les llindes decorades amb formes arrodonides i sinuoses. Per sobre les finestres que es corresponen amb l'entresòl tenen forma arrodonida amb l'interior decorat amb ferro forjat i vidre, excepte en la finestra de la dreta on aquesta decoració s'ha perdut. El parament està decorat amb una basament, que té a les cantonades motius vegetals, sobre el qual s'aixequen pilastres amb capitell de volutes que aguanten unes mènsules des d'on arrenca tota la decoració floral i vegetal que fa de coronament a aquest nivell.
Les obertures del primer pis donen a un balcó corregut de formes ondulants i amb la barana de ferro forjat. Les portes són d'arc pla i estan emmarcades per fines columnes i un timpà d'arc de mig punt amb decoració vegetal a l'interior; la clau de volta, decorada amb tres tiges, sobresurt i fa de mènsula a la decoració floral que hi ha a la part inferior dels balcons del segon pis. Els balcons d'aquest i del tercer també tenen formes ondulants i barana de ferro forjat. Aquestes portes estan decorades amb columnetes i un timpà amb decoració vegetal.
El coronament està format per unes grans mènsules acanalades que aguanten una cornisa sobre la qual hi ha la barana de la terrassa. Aquesta barana està formada per pilars de formes arrodonides i amb decoració de boles entre els quals hi ha balustres, que també tenen formes sinuoses, que aguanten uns petits arcs de mig punt sobre els quals hi ha la barana de pedra. Entre les mènsules hi ha un doble fris de motius vegetals i florals.
El parament en aquests pisos superiors està arrebossat i pintat imitant carreus, excepte els emmarcaments de les obertures, el coronament de l'edifici i les cantonades.